# 0 to 100/The Catch Up
0 to 100/The Catch Up è un singolo del rapper canadese Drake pubblicato il 15 luglio 2014.

## Descrizione
Il brano è diviso in due parti, il lato a, 0 to 100, e il lato b, The Catch Up. Il singolo è nella classifica dei 10 brani migliori del 2014 della Billboard.

## Tracce
Lato A
1. 0 to 100

Lato B
1. The Catch Up